# 徳性寺 (ふじみ野市)
徳性寺（とくしょうじ）は、埼玉県ふじみ野市にある天台宗の寺院。

## 歴史
創建年代は不明である。ただ開山の秀山律師が1366年（貞治5年）に寂していることから、室町時代前期頃に創建されたものと推測される。その後1660年（万治3年）に祐円によって中興された。
1876年（明治9年）と1881年（明治14年）の二度にわたる大井町大火により全焼してしまった。そのため、暫定的に仮堂を建て、川越城か川越の南院（廃寺）から山門を移設した。1973年（昭和48年）に本堂や庫裏を新築した。

## 文化財
- 板石塔婆 弘安4年11月銘（ふじみ野市指定有形文化財 昭和53年4月1日指定）[2]

## 交通アクセス
- ふじみ野駅より徒歩26分。